# Realschule im Stiftland
Die Realschule im Stiftland (RiS) ist eine staatliche Knabenrealschule in der bayerischen Stadt Waldsassen mit aktuell ca. 350 Schülern. 27 hauptamtliche Lehrkräfte unterrichten dort.  Sie ist eine von drei Realschulen im Landkreis Tirschenreuth. Der Name Realschule im Stiftland, der sich  auf die Lage der Schule im Stiftland bezieht, wurde im Schuljahr 2009/10 verliehen. Er wird der amtlichen Bezeichnung Staatliche Realschule für Knaben Waldsassen vorangestellt.

## Geschichte
Nach dem Ende des Krieges war der Zugang zu weiterführenden Schulen in Eger nicht mehr möglich und da die Zisterzienserinnen eine Mädchenmittelschule gründeten, wurde die Notwendigkeit einer Mittelschule für Knaben deutlich. Am 9. Oktober 1950 verabschiedete der Bayrische Landtag den „Beschluss über die Einrichtung von Mittelschulen“. Darunter befand sich auch die Mittelschule für Knaben in Waldsassen.
Dank Mithilfe von Landrat Otto Freundl, Bürgermeister Andreas Bernreuther und des gesamten Stadtrats wurde bereits am 1. Oktober 1950 der Schulbetrieb unter dem Schulleiter Heinrich Meckl aufgenommen. Zunächst noch gastweise im Gebäude der Knabenvolksschule untergebracht, konnte nach Beendung der Renovierungsarbeiten am 7. Dezember 1950 das erste eigene Schulgebäude bezogen werden.
Am 13. Januar 1958 wurde aufgrund steigender Schüler- und Klassenzahlen ein erster Erweiterungsanbau eingeweiht. Dieser beinhaltete die benötigten Physik- und Chemieräume. Die Probleme waren aber trotzdem noch nicht gelöst, da die Schüler nun auf drei verschiedene Gebäude verteilt waren, was den Unterricht erheblich erschwerte. Ein weiterer Anbau wurde benötigt, als die vierstufige Mittelschule eingeführt wurde, welcher im Juli 1963 fertiggestellt wurde. Dadurch war die Platznot gelöst, es blieb jedoch der Wechsel zwischen Alt- und Neubau sowie der Turnhalle der Volksschule.
Mit der Übertragung der Trägerschaft von der Stadt Waldsassen auf den Landkreis Tirschenreuth wurde die Erweiterung realisiert. Nach dem ersten Spatenstich im Oktober 1968 konnte im darauffolgenden Schuljahr das Gebäude bezogen werden.
Die Inbetriebnahme der Turnhalle 1973 sowie der Außensportanlage und des Hallenbads im Schuljahr 1973/74 waren weitere Verbesserungen für die Schule. Im Dezember 2010 wurde die generalsanierte Turnhalle eingeweiht.
Die Schule ist seit 2023 als Stützpunktschule Tschechisch ausgezeichnet und soll ab dem Schuljahr 2025/26 eine von sechs deutsch-tschechischen bilingualen Schulen werden.

## Ausstattung
Die Realschule verfügt über 15 Klassenräume, einen Musiksaal, einen Chemiesaal, einen Physiksaal und einen Biologiesaal. Außerdem gibt es zwei Werkräume und zwei Computerräume. Zudem verfügt die Realschule über einen Kunstsaal und eine Schülerküche.
Für die Verpflegung in den Pausen ist ein Kiosk verfügbar. Außerdem steht den Schülern eine Cafeteria zur Verfügung.
Des Weiteren stehen den Schülern eine Bücherei und ein Internetcafé zur Verfügung. In jedem Klassenraum befindet sich ein Computer und dazu ein Beamer an der Decke.
Für den Sportunterricht gibt es eine Turnhalle. Im Außenbereich gibt es ein Fußballfeld, eine Laufbahn (100 Meter lang), zwei Weitsprunganlagen und einen umzäunten Basketballplatz. Auf dem neu gestaltetem Pausenhof gibt es eine Kletterwand sowie ein Sonnensegel.

## Auszeichnungen
- Beste Realschule Bayerns für außerunterrichtliche Aktivitäten im Schuljahr 2009/10[6]
- Kurier-Schülerzeitungswettbewerbs 2010: 1. Platz für Realschulen[7]

## Schulleiter
- 1950–1962: Heinrich Meckl
- 1962–1975: Roland Questel
- 1975–1995: Karlheinz Schoefl
- 1995–2001: Hans-Günther Spickenreuther
- 2001–2012: Edeltraud Fischer
- 2012–2017: Kerstin Janke
- seit 2017: Stephan Drexler

## Wahlpflichtfächergruppen
- Wahlpflichtfächergruppe I (mathematisch-technisch): Die Fächer Mathematik, Physik und Chemie werden vertieft unterrichtet. Charakteristisch ist auch das Fach Informationstechnologie (IT) mit Inhalten aus Technisch-Zeichnen, CAD, Informatik und Textverarbeitung.
- Wahlpflichtfächergruppe II (wirtschaftkundlich bzw. kaufmännisch): Es werden die Fächer Betriebswirtschaftslehre/Rechnungswesen (BWR), Wirtschaft und Recht und das Fach Informationstechnologie (IT) mit Inhalten aus Informatik und Textverarbeitung unterrichtet.
- Wahlpflichtfächergruppe III (fremdsprachlich/handwerklich): IIIa mit einer zweiten Fremdsprache (Französisch) und IIIb mit einem weiteren Wahlpflichtfach (Werken).

## Bekannte ehemalige Schüler
- Bernd Sommer, 1. Bürgermeister der Stadt Waldsassen